# Craponne
Craponne ist eine französische Gemeinde  mit 12.170 Einwohnern (Stand: 1. Januar 2022) in der Métropole de Lyon in der Region Auvergne-Rhône-Alpes. Sie gehört zum Arrondissement Lyon und ehemals zum Kanton Vaugneray. Die Einwohner heißen Craponnois.

## Geographie
Die Gemeinde liegt etwa zehn Kilometer westlich von Lyon am Yzeron. Umgeben wird Craponne von Saint-Genis-les-Ollières im Norden, Tassin-la-Demi-Lune im Nordosten, Francheville im Osten, Brindas im Süden und Grézieu-la-Varenne im Westen.

## Geschichte
1836 wurde Craponne aus der Gemeinde Grézieu-la-Varenne ausgegliedert.

### Bevölkerungsentwicklung
| Jahr                       | 1962 | 1968 | 1975 | 1982 | 1990 | 1999 | 2006 | 2011 |
| Einwohner                  | 2859 | 3423 | 4592 | 5536 | 7048 | 8002 | 8639 | 9865 |
| Quellen: Cassini und INSEE |      |      |      |      |      |      |      |      |

## Sehenswürdigkeiten
- Ruine des Yzeron-Aquädukts

## Gemeindepartnerschaft
- Schlangenbad, Hessen, Deutschland